# Hisardžik
Hisardžik (cyr. Хисарџик) – wieś w Serbii, w okręgu zlatiborskim, w gminie Prijepolje. W 2011 roku liczyła 220 mieszkańców.